# Ribemont-sur-Ancre
Ribemont-sur-Ancre (picardisch: Ribemont-su-Inke) ist eine nordfranzösische Gemeinde mit 619 Einwohnern (Stand 1. Januar 2022) im Département Somme in der Region Hauts-de-France. Die Gemeinde liegt im Kanton Corbie und ist Teil der Communauté de communes du Val de Somme.

## Geographie
Die Gemeinde liegt rund acht Kilometer südwestlich von Albert an der Kreuzung der Départementsstraßen D521, D452 und D119. Die südliche Begrenzung bildet größtenteils die vermoorte Talaue der Ancre, den nördlichen Gemeindeteil durchzieht die Départementsstraße D929. Die Bahnstrecke Paris–Lille mit dem Bahnhof Méricourt-Ribemont verläuft überwiegend auf dem Gebiet der Nachbargemeinde Méricourt-l’Abbé. Zur Gemeinde gehören die Gemeindeteile Le Petit Ribemont und die Gehöfte Saint-Laurent – Ferme d’en Haut und Ferme du Bas.

## Geschichte
Am rechten Ufer der Ancre befand sich eine durch Luftbildarchäologie 1962 aufgefundene und seit 1966 ergrabene gallo-römische Kultstätte Sanctuaire de Ribemont-sur-Ancre mit einem Umgangstempel, einem Theater und Thermen, die auf eine frühere Stätte der Belger zurückgeht.
Bis zur Französischen Revolution stand Ribemont unter der Herrschaft der Herren von Heilly.
Die Gemeinde erhielt als Auszeichnung das Croix de guerre 1914–1918.

## Einwohner
| 1962 | 1968 | 1975 | 1982 | 1990 | 1999 | 2006 | 2010 |
| ---- | ---- | ---- | ---- | ---- | ---- | ---- | ---- |
| 470  | 476  | 545  | 577  | 566  | 616  | 650  | 611  |

## Verwaltung
Bürgermeister (maire) ist seit 2001 Henri Gérard.

## Sehenswürdigkeiten
- Kirche Saint-Vaast aus dem 17. Jahrhundert
- Soldatenfriedhof
- Centre archéologique départemental in der Ortsmitte